# Дорна
Дорна (фр. Dornas) насеље је и општина у источној Француској у региону Рона-Алпи, у департману Ардеш која припада префектури Турнон сир Рон.
По подацима из 2011. године у општини је живело 286 становника, а густина насељености је износила 16,22 становника/km². Општина се простире на површини од 17,63 km². Налази се на средњој надморској висини од 630 метара (максималној 1201 m, а минималној 584 m).

## Демографија
| 1962. | 1968. | 1975. | 1982. | 1990. | 1999. | 2011. |
| ----- | ----- | ----- | ----- | ----- | ----- | ----- |
| 473   | 379   | 317   | 276   | 269   | 247   | 286   |

График промене броја становника у току последњих година